# Albertsee
Der Albertsee (Lake Albert, Albert Nyanza, Mwutan Nzige, Lake Mwitanzige oder Lake Mobutu Sese Seko) liegt in Afrika auf der Grenze von Uganda zur Demokratischen Republik Kongo.

## Geographische Daten

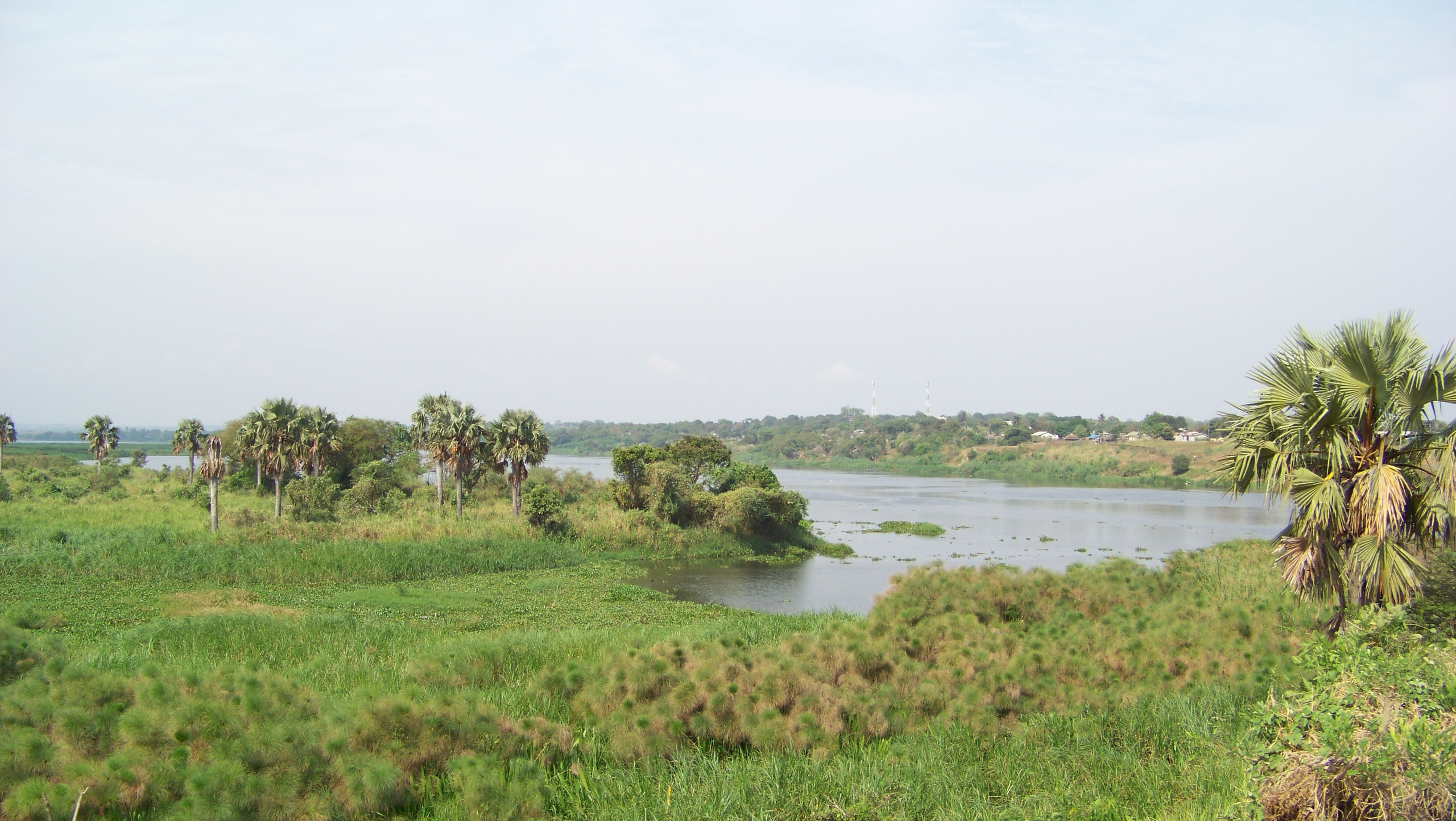
Albertsee beim Abfluss in den Albert-Nil

Der Albertsee liegt östlich der großen Zentralafrikanischen Schwelle und westlich des weitläufigen Uganda-Hochlands. Er ist Teil des Ostafrikanischen Grabenbruchs, direkt nördlich des Ruwenzori-Gebirges. Er hat eine maximale Länge von 170 km und eine maximale Breite von 30 km. Im Westen befinden sich die Blauen Berge des Ostkongo.
Die Wasseroberfläche des 5347 km² großen Sees liegt auf 619 m; in vorgeschichtlicher Zeit soll sie bei 915 m gelegen haben: Die Bildung des oben genannten Grabens führte dazu, dass sich die Kontinentalplatten auseinanderbewegten und die Grabensohle absank.
Der sehr fischreiche Albertsee wird unter anderem von zwei wichtigen Zuflüssen gespeist: Dies sind der Viktoria-Nil, der vom südöstlich liegenden Viktoriasee kommt, und der Semliki, der vom rund 150 km weiter südlich liegenden Eduardsee heranfließt. Sein Abfluss ist der Albert-Nil, der den See als Teil des Weißen Nils am Nordende verlässt.
Im Nordosten grenzt er an den Murchison Falls National Park an, im Süden an das Semliki-Wildschutzgebiet.

## Fauna
Der Albertsee wird von 46 Fischarten bewohnt, von denen sieben endemisch sind, d. h., sie kommen nur hier vor. Vier der endemischen Arten sind Buntbarsche aus der Gattung Haplochromis (H. albertianus, H. avium, H. bullatus & H. mahagiensis). Die nicht endemischen Arten (z. B. H. wingatii) teilt der Albertsee mit dem Nil und seinen Nebenflüssen. Außerdem wurden vier endemische Weichtiere entdeckt, eine Muschel und drei Schneckenarten. Der kommerzielle Fischfang beschränkt sich auf drei Arten, die beiden Salmlerarten Alestes baremose und Hydrocynus forskahlii und auf den Nilbarsch (Lates niloticus). Neben dem Nilbarsch kommt mit Lates macrophthalmus eine zweite Riesenbarschart im Albertsee vor, der dort aber endemisch ist.

## Geschichte
Der See wurde 1864 von den Briten Samuel White Baker und seiner späteren Ehefrau Florence für Großbritannien neu entdeckt. Zu Ehren des 1861 verstorbenen Prinzgemahls der Königin Victoria von Großbritannien, Prinz Albert, gab er ihm den Namen Albertsee.
In den 1930er Jahren war Butiaba ein geschäftiger Fischereihafen und wichtige Relaisstation auf der britischen Flugbootlinie von Kairo nach Kapstadt. Zwischen Ntoroko und Butiaba war ein Fährverkehr eingerichtet. Hier wurden 1951 auch die Außenaufnahmen zum Kultfilm African Queen mit Katharine Hepburn und Humphrey Bogart gedreht. Bei den schweren Überschwemmungen von 1962 wurden die Fähre und die Hafenanlagen nahezu völlig zerstört und danach nicht wieder aufgebaut.
Im Jahre 1973 benannte der kongolesische Diktator Mobutu Sese Seko den See nach sich selbst, nach seinem Sturz 1997 verschwand dieser Name aber schnell.
Am 22. März 2014 sank nach einer Havarie eine Flüchtlingsfähre aus Senjojo im Kyangwali Hoima Distrikt, Demokratische Republik Kongo, vor der ugandischen Landungszone Kitebere Parish im Mityana Distrikt und kostete 108 Menschen das Leben. Der Kapitän konnte sich vor dem Untergang retten und kam anschließend in Polizeigewahrsam. 41 Flüchtlinge der untergehenden Fähre wurden gerettet und kamen anschließend zur Behandlung in das Ntoroko Hospital in Bamba im Ntoroko District.

## Gegenwart
In Butiaba existiert eine Fischfabrik, die ganz Uganda beliefert. In anderen kleinen Orten am See wird nur für den lokalen Bedarf gefischt. Die Salzgewinnung am Seeufer wurde in den 1980er Jahren aufgegeben. Am Südrand des Sees wurden seit 2001 Ölvorkommen entdeckt, die seit 2006 von den Unternehmen Hardman Petroleum und Heritage Oil erschlossen und zur Ölförderung vorbereitet werden.
Die Erdölfunde führten im Juli 2007 zu Grenzstreitigkeiten zwischen Uganda und der Demokratischen Republik Kongo. Bei Feuergefechten starben mehrere Menschen, darunter ein britischer Geologe. Die am Südende des Sees gelegene kleine Insel Rukwanzi wurde von kongolesischen Soldaten besetzt. Trotz einer Vereinbarung beider Staaten zur friedlichen Lösung des Konflikts kam es in der Folge wieder zu bewaffneten Auseinandersetzungen auf dem See. Der genaue Grenzverlauf ist weiterhin umstritten.